# 最爱还是他
《最爱还是他》（丹麦语：En kort en lang，字面意思为“一长一短”）是一部2001年上映的丹麦爱情喜剧电影，由Hella Joof导演。该片入围第24届莫斯科国际电影节。 

## 剧情简介
这部电影讲述了一对同性恋夫妇约尔根 (Jørgen) 和雅各布 (Jacob) 的故事。故事中雅各布在自己的生日聚会上向约尔根求婚，得到了对方肯定的答复。然而，在订婚晚会上他发现自己爱上了一个女人，这让雅各布感到很矛盾，因为他同时爱着两个人。事态变得一发不可收拾，而雅各布必须做出自己的选择。

## 演员表
- 麦斯·米克尔森 饰 Jacob
- Troels Lyby（英语：Troels Lyby） 饰 Jørgen
- Charlotte Munck（英语：Charlotte Munck） 饰 Caroline
- 杰斯珀·洛曼 饰 Tom
- 奥斯卡·瓦尔索 饰 Oskar
- Peter Frödin（英语：Peter Frödin） 饰 Frederik
- 尼古拉·斯蒂恩 饰 Mads
- Ditte Gråbøl（英语：Ditte Gråbøl） 饰 Inge
- Morten Kirkskov（英语：Morten Kirkskov） 饰 Adrian
- 亨宁·詹森 饰 Palle
- Pernille Højmark（英语：Pernille Højmark） 饰 Ellen
- Ellen Hillingsø（英语：Ellen Hillingsø） 饰 Anne
- Ghita Nørby（英语：Ghita Nørby）比 饰 Bine
- 托马斯·温丁 饰 Hans Henrik
- Klaus Bondam（英语：Klaus Bondam） 饰 The priest